# Zikirtu
Zikurti, Zikirti, Zikirtu, Zikirta, Zekertu) fou un antic regne al nord de les muntanyes Zagros a l'est del regne de Manna. Correspon a les modernes comarques de Takab i Sanandaj al nord-oest de l'Iran. Els zikurtis són identificats amb els iranians sagartis o sagartians (asagartiya, antic persa aš-ša-kar-ti-ia, assiri kur-a-ga-ar-ta-a-a, grec Σαγαρτιοι) esmentats per Heròdot i als que es creu que després del 612 aC els medes els van cedir el districte d'Arbela en premi a la seva ajuda en la conquesta de Nínive.

## Història
Les tribus iranianes dels zikurtis i andians van emigrar cap a l'Iran en època indeterminada, potser vers el segle ix aC, i es van establir a l'est i sud-est del llac Urmia, prop de Manna. El rei Rusa I d'Urartu (735-713) va intentar organitzar una confederació de reis d'aquests grups amb interessos comuns entre ells i amb Urartu. Entre els principals caps hi havia Metatti de Zikirtu, Deioces dels medes (que dominava la zona del modern Hamadan) i Tilusina d'Àndia que a la segona meitat del segle viii aC eren vassalls d'Urartu. El 719 aC Sargon II es va dirigir a l'est, i va atacar les ciutats de Shuandakhul i Durdukka que pertanyien al rei de Man (Manna), Iranzu, que era vassall d'Urartu: Manna es va sotmetre voluntàriament a Assíria. Llavors Rusa I va incitar al rei Metatti de Zikurti a donar suport a la facció anti-assíria al regne de Manna. Les províncies de Shuandakhul i Durdukka llavors es van oposar al rei de Manna amb el suport de Mittati (Mit'atti), però Iranzu de Mana, va rebre suport assiri per posar fi a la revolta i les dues ciutats foren destruïdes si bé Mit'atti no fou afectada per l'atac assiri. Cinc altres ciutats també es van revoltar contra el domini assiri, Sukia, Bala, i Abitikna, Papa i Lallukna, que haurien tingut l'aliança de Kakme, un regne situat al nord o nord-est de Manna. Les ciutats foren destruïdes i els seus habitants deportats a Síria. Iranzu va morir com un any després i el va succeir el seu fill Aza que sembla que va mantenir l'aliança estratègica amb Assíria.
El rei Rusa I d'Urartu va seguir amb els seus plans i va instigar al rei Mit'atti de Zikurtu i als prínceps de Misianda i Umildish (aquest darrer governat pel príncep Bagdatti) i alguns governadors urartians del províncies del propi territori del rei Rusa I contra el rei Aza de Manna; Aza fou derrotat i enderrocat resultant mort probablement assassinat (717 aC); les seves terres es va planejar que es repartirien entre els aliats, amb la part principal per Rusa. El germà d'Aza, Ullusunu fou posat al tron i va haver de cedir a Rusa 22 districtes frontereres. Però llavors es va presentar Sargon II (716 aC) que va decidir atacar a Rusa I d'Urartu i als seus peons.
El príncep Bagdatti d'Umildish o Uishdish (que se situaria a l'est del llac Urmia) que era vassall d'Urartu i havia ajudat a Zikurtu en l'enderrocament del rei de Manna, fou fet presoner i executat (espellat viu) al mateix lloc on havia estat mort Aza. Ullusunu, germà d'Aza, fou conservat en el tron de Manna com a vassall, però quan els assiris van sortir del seu territori va proclamar la seva lleialtat a Rusa I i va confirmar la cessió de les 22 poblacions o districtes. Karallu i Allabria també van haver de declarar-se vassalls d'Urartu. Sargon II hi va anar amb un exèrcit, va obligar a Ullusunu a fugir a les muntanyes abandonat la seva capital, Izirtu, que fou ocupada i cremada i altres ciutats foren destruïdes. Ullusunu, segurament sense via per escapar-se, va suplicar perdó i contra el que era habitual li fou concedit i el regne li fou retornat (el que reforça la idea que el rei havia estat forçat a anar contra Assíria per forces militars d'Urartu) incloent les 22 ciutats que havia cedit a Urartu.
Després Sargon va atacar i matar el rei Ashur-li de Karallu (la població fou deportada a Hamath i el país convertit en província), i va fer fugir alrei Itti d'Allabria que quan fou atrapat fou també deportat a Hamath amb la seva família i un nou rei es va establir a Allabria o Allabra; el districte de Nikshamma amb la ciutat de Shurgadia, el governador de les quals Shepa-sharru, estava revoltat, fou sotmès i agregat a la província assíria de Parsua o Parsuah (també Parshua o Parsuash). Sargon va envair la Mèdia occidental on va derrotar el príncep o governador de Kishesim que tenia un nom assiri (Bel-Shar-usur) segurament perquè la influència assíria a la zona ja tenia uns anys; es va establir el culte assiri i el nom de la ciutat fou canviat a Kar Adar, i es va erigir una estela; la zona fou erigida en província amb capital a Kar Adar i abraçant la major part de Parsua amb els districtes de Bit Sagbat, Bit Khirmani, Bit Umargi i altres ciutats. La ciutat de Kharkhar, el governant de la qual havia estat expulsat, va córrer la mateixa sort i el seu nom va esdevenir Kar-Sharrukin (Ciutat de Sargon) i fou colonitzada per captius i erigida en capital d'una nova província (anomenada Kharkhar). Llavors fins a almenys 28 prínceps medes van anar a Kar-Sahrrukin a retre homenatge a Sargon i portant regals i tributs amb l'esperança de quedar protegits. Es creu que Sargon va instigar també una incursió del cimmeris al nord d'Urartu, els quals van derrotar després a Rusa I el 714 aC.
El 715 aC Rusa I va recuperar per la força les 22 ciutats que li havia cedit el rei de Manna. Sargon va retornar a la zona disposat a atacar al rei urartià. Primer va recuperar el territori perdut que fou posat sota administració de governadors assiris; el governador local (nomenat per Ullusunu) Daiukku, identificat amb Deioces de Mèdia, fou deportat a Hamath. Yanzu de Namri va retre homenatge a Sargon, però al mateix temps es revoltava la província de Kharkhar, creada mesos abans. Sargon la va recuperar i la va augmentar en mesura afegint-li nous territoris; la ciutat de Dur-Sharrukin fou fortament fortificada i es va erigir en una posició essencial enfront de Mèdia. Vint-i-dos o trenta-quatre prínceps medes van oferir tributs i regals a Sargon i van prometre un tribut anual de cavalls.
En una data incerta, potser el 715 aC o abans, Rusa I va envair Musasir (Mutsatsir o Ardini), la capital del qual era un centre religiós, amb un temple i un palau. L'estela de Rusa I trobada a Topzüae explica que va establir a Urzana com a rei i aquest després de 15 de cerimònies religioses d'agraïment, va posar totes les seves forces al servei d'Urartu, i junts, sota advocació de Khaldi, la deïtat tutelar d'Urartu, van envair la terra de Lullu, fent una gran matança d'enemics assiris.
Finalment el 714 aC es va iniciar la guerra d'Assíria directament contra Urartu. Sargon II va envair el país per l'est en una campanya en la qual el rei assiri va superar obstacles naturals (muntanyes i rius) es va presentar a Manna a través del territori del seu vassall Ullusunu. Dalta d'Ellipi, al sud-oest de Mèdia, va enviar tribut. D'alli va passar a Zikurtu on encara era rei Mit'atti (Metatti) que va dispersar les seves tropes cap a les muntanyes; Sargon avançava lentament però destruint sistemàticament cadascuna de les ciutats i fortaleses del regne, fins a arribar a Parda, la capital. Mit'atti de Zikurtu van fugir cap al Mutsatsir (Musasir), que restava fidel al rei d'Urartu. Després els zigirtus o zikurtus, és a dir els sagartians (sagarts o sagartis), ja no són esmentats durant molt de temps.
Després de passar per Andia els assiris van entrar a territori de Rusa I per la zona de la moderna Tabriz. Sargon II va derrotar els urartians i zikurtis a la zona del mont Uaush, corresponent a Sahen; els urartians es van replegar i els assiris van arribar a la zona d'Uaidish o Uixdich (Ushdikh) o Uishdish, prop del llac Urmia on s'havien dirigit les forces de Zikurti i Urartu. Mentre a Urartu es va revoltar el governador de la fortalesa d'Uasi (al sud-oest del llac Van) i un general a Tushpa. Les revoltes foren aplanades en sang i cent soldats que hi havien participat foren executats; llavors Rusa va haver d'anar a combatre a una horda de cimmeris que havia envaït el país des del Caucas; la sortida de les seves tropes cap al nord, va fer pensar a Sargon II que el rei d'Urartu fugia i els assiris van saquejar el territori urartià. Rusa I fou derrotat pels cimmeris i 9 generals de l'exèrcit van morir, però va ser prou hàbil per aconseguir dividir els cimmeris en dues hordes, una cap a l'oest i una cap a l'est, deixant tranquil el seu regne, i acollint uns milers de cimmeris que es van establir a Urartu i van servir com a mercenaris a l'exèrcit
Cap al 700 aC els escites-cimmeris es van establir al país dels zikurtis.